# Modulo (rivista)
Modulo è una rivista italiana di architettura edita da BE-MA Editrice (la casa editrice fondata nel 1975 da Emanuele, Gaetano e Gisella Bertini Malgarini).
La rivista approfondisce in particolare le questioni riguardanti la tecnologia dell´architettura.
Nuove costruzioni e recupero del costruito vengono indagati sotto il profilo della progettazione edilizia, della tecnologia, dei materiali, dell'innovazione, della normativa e dei prodotti. Frequenti sono i contributi sotto forma di conversazione di progettisti di livello mondiale che dimostrano come il dialogo tra tecnologia e architettura non solo sia possibile ma è, anzi, alla base di ogni progetto e ne determina la qualità.
Dal progetto editoriale della rivista è nato il portale di tecnologia dell’architettura modulo.net che integra e consolida i contenuti della rivista cartacea.